# مقاومت سری معادل
در عمل خازن‌ها و سلف‌هایی که در مدارهای الکتریکی مورد استفاده قرار می‌گیرند، اجزای ایده‌ال با تنها ظرفیت خازنی یا القایی نیستند. اگرچه، می‌توان با تقریب خیلی خوبی به‌صورت خازن و سلف ایده‌الِ سری با یک مقاومت در نظر گرفت. این مقاومت به‌عنوان مقاومت سری معادل (ESR) (به انگلیسی: equivalent series resistance) (اختصاری ئی‌اس‌آر) تعریف می‌شود. اگر طور دیگری مشخص نشده باشد، ئی‌اس‌آر همیشه یک مقاومت AC است، بدین معنی که در فرکانس‌های مشخص شده، ۱۰۰ کیلوهرتز برای اجزای منبع تغذیه در حالت-کلیدزنی، ۱۲۰ هرتز برای اجزای منبع تغذیه خطی، و در فرکانس خودتشدید آن برای اجزای کاربرد-عمومی، اندازه‌گیری می‌شود. علاوه بر این، اجزای صوتی ممکن است یک «ضریب Q» را گزارش کنند، که در میان چیزهای دیگر، ئی‌اس‌آر را در ۱۰۰۰ هرتز شامل می‌شود.

## بررسی اجمالی
تئوری مدار الکتریکی با مقاومت‌ها، خازن‌ها و سلف‌های ایده‌ال سروکار دارد، فرض بر این است که هر یک تنها خواص مقاومتی، خازنی یا سلفی در مدار نقش دارند. با این حال، همه قطعات دارای مقدار غیر صفر هر یک از این پارامترها هستند. به‌طور خاص، تمام افزاره‌های فیزیکی از موادی با مقاومت الکتریکی محدود ساخته شده‌اند، به طوری که اجزای فیزیکی علاوه بر سایر خواص خود دارای مقاومت خاصی نیز هستند. منشأ فیزیکی ئی‌اس‌آر به قطعه مورد نظر بستگی دارد. یک روش برای مقابله با این مقاومت‌های ذاتی در تجزیه و تحلیل مدار، استفاده از یک مدل اجزای فشرده برای بیان هر یک از اجزای فیزیکی به صورت ترکیبی از یک قطعه ایده‌ال و یک مقاومت کوچک در سری، ئی‌اس‌آر است. ئی‌اس‌آر می‌تواند اندازه‌گیری شود و در بخش برگه‌داده گنجاند. تا حدودی می‌توان آن را از ویژگی‌های قطعه محاسبه کرد.
ضریب Q، که مربوط به ئی‌اس‌آر است و گاهی پارامتر مناسب‌تری برای ئی‌اس‌آر، برای استفاده در محاسبات عملکرد غیر ایده‌آل با فرکانس بالا از سلف‌های واقعی است، در برگه‌های داده سلف آورده شده است.
خازن‌ها، سلف‌ها و مقاومت‌ها معمولاً برای حداقل کردن پارامترهای دیگر طراحی شده‌اند. در بسیاری از موارد، این امر می‌تواند به اندازه کافی انجام شود که به عنوان مثال، ظرفیت خازن مزاحم و سلفِ یک مقاومت، آنقدر کوچک باشد که بر عملکرد مدار تأثیر نگذارد. با این حال، تحت برخی شرایط، عناصر مزاحم مهم و حتی مسلط می‌شود.

### خازن‌ها
خازن‌های پُلیمری معمولاً ئی‌اس‌آر کمتری نسبت به الکترولیتی تَر با همان مقدار دارند و در دمای متفاوت پایدار هستند؛ بنابراین، خازن‌های پلیمری می‌توانند جریان ریپل بالاتر را اداره کنند. از حدود سال ۲۰۰۷ برای مادربردهای رایانه‌ای با کیفیت بهتر متداول شد که فقط از خازن‌های پُلیمری استفاده کنند که قبلاً از الکترولیتی‌های تَر استفاده می‌شد.
ئی‌اس‌آر خازن‌ها بزرگتر از حدود ۱ میکروفاراد به راحتی در مدار با یک ئی‌اس‌آر متر اندازه‌گیری می‌شوند.
| نوع                       | ۲۲ میکروفاراد  | ۱۰۰ میکروفاراد | ۴۷۰ میکروفاراد |
| ------------------------- | -------------- | -------------- | -------------- |
| آلومینیومی استاندارد      | ۷ تا ۳۰ Ω      | ۲ تا ۷ Ω       | ۰٫۱۳ تا ۱٫۵ Ω  |
| آلومینیومی کم-ئی‌اس‌آر      | ۱ تا ۵ Ω       | ۰٫۳ تا ۱٫۶ Ω   |                |
| آلومینیومی جامد           | ۰٫۲ تا ۰٫۵ Ω   |                |                |
| سانیو OS-CON              | ۰٫۰۴ تا ۰٫۰۷ Ω | ۰٫۰۳ تا ۰٫۰۶ Ω |                |
| تانتالیومی جامد استاندارد | ۱٫۱ تا ۲٫۵ Ω   | 0.9 تا ۱٫۵ Ω   |                |
| تانتالیومی کم-ئی‌اس‌آر      | ۰٫۲ تا ۱ Ω     | ۰٫۰۸ تا ۰٫۴ Ω  |                |
| تانتالیومی فویل تَر        | ۲٫۵ تا ۳٫۵ Ω   | ۱٫۸ تا ۳٫۹ Ω   |                |
| فیلم فویل-انباشته         | <۰٫۰۱۵ Ω       |                |                |
| سرامیک                    | <۰٫۰۱۵ Ω       |                |                |